# 罗丹艺术文化发展中心
罗丹艺术文化发展中心，常简称“罗丹艺术中心”，是上海市浦东新区一座当代艺术博物馆，由原2010年上海世界博览会法国馆重新装潢而来。2014年至2017年间名为上海二十一世纪民生美术馆。
美术馆位于世博大道1929号，2014年11月起对公众开放，不定期举办现代艺术特展。。2017年1月，场馆的建制改为上海民生现代美术馆，上海民生现代美术馆迁至此处，2019年又迁去他址。此后场馆进行第三次改造，并于2024年9月27日以“罗丹艺术文化发展中心”新名称再次开放，成为世博文化公园的一部分。